# Skáŋgalanjávri
Skáŋgalanjávri, på äldre kartor kallad Skankalenjaure, är en sjö i Kiruna kommun i Lappland och ingår i Torneälvens huvudavrinningsområde. Sjön har en area på 0,168 kvadratkilometer och ligger 919,3 meter över havet. Vid sjön ligger Sjangeli koppargruva där brytning förekom från slutet av 1600-talet och fram till 1840.

## Delavrinningsområde
Skáŋgalanjávri ingår i det delavrinningsområde (757140-159999) som SMHI kallar för Ovan Snarapjåkka. Medelhöjden är 914 meter över havet och ytan är 51,75 kvadratkilometer. Det finns inga avrinningsområden uppströms utan avrinningsområdet är högsta punkten. Via Gámaeatnu (tidigare Kamajåkka) och Ábeskueatnu (Abiskojåkka) mynnar avrinningsområdet i Torneälven vid Abisko. Torneälven mynnar i sin tur i havet. Avrinningsområdet består mestadels av kalfjäll (93 procent). Avrinningsområdet har 0,79 kvadratkilometer vattenytor vilket ger det en sjöprocent på 1,5 procent.